# キャリアテープ
キャリアテープとは、半導体や電子部品を個別に輸送したり保管したりするために使用されるテープである。材質は紙を使用している紙キャリアテープと、ポリスチレン樹脂など化成品を使用しているエンボスキャリアテープがある。
キャリアテープは部品メーカーでの保管や輸送、組立工場での保管や搬送するのに非常に小さいマイクロチップでは扱いにくく、キャリアテープに一個一個半導体を埋め込んで組立工場に持って行き、マウンターという部品組立機械（実装機）にセットして搬送できるように設計されている。

## キャリアテープの構造
※ここでは紙キャリアテープについて記述する。
基材
キャリアテープは、テープ中に埋め込まれる半導体などの大きさにより幅や厚みが決まり、キャリアテープ原紙が作られ、300-800g/m2程度の積層紙（板紙）が使われる。また、バージンパルプと古紙入りのものがある。
加工
製紙メーカーで作られたキャリアテープ原紙を、それぞれの規格幅にスリッターをしてパンチング（穴開け）してリールに巻き取る。
パンチングの穴には半導体などの大きさにより規格が決まっており、この製品を入れる穴のほかに送り穴も同時に開けられる（8m/m映写機のフィルムのイメージで、コマの部分に穴が開いている。ポリスチレン樹脂性のエンボスキャリアテープは、穴を開ける代わりに凹みを作って凹みに半導体などを入れるもので、錠剤薬などのパッケージをイメージすると良い。）。
製品仕上
穴を開けた基材（台紙）の底部にボトムテープを貼り、中に半導体などを入れる。入れたらカバーテープを貼ってリールに巻き取れば、製品として完成する。